# Потупово
Потупово — деревня в Кашинском городском округе Тверской области России. 

## География
Деревня находится в 13 км на юго-запад от города Кашина.

## История
В 1785 году в селе была построена каменная Скорбященская церковь с 2 престолами, метрические книги с 1786 года. 
В конце XIX — начале XX века село входило в состав Потуповской волости Кашинского уезда Тверской губернии. В 1858 году в селе было 26 дворов, церковь и церковно-приходская школа.
С 1929 года деревня входила в состав Леушинского сельсовета Кашинского района Бежецкого округа Московской области, с 1935 года — в составе Калининской области, с 1994 года — в составе Леушинского сельского округа, с 2005 года — в составе Булатовского сельского поселения, с 2018 года — в составе Кашинского городского округа.

## Население
| 1859 | 1889 | 2002 | 2010 |
| ---- | ---- | ---- | ---- |
| 162  | ↗178 | ↘5   | ↘0   |